# Lurendrejeri

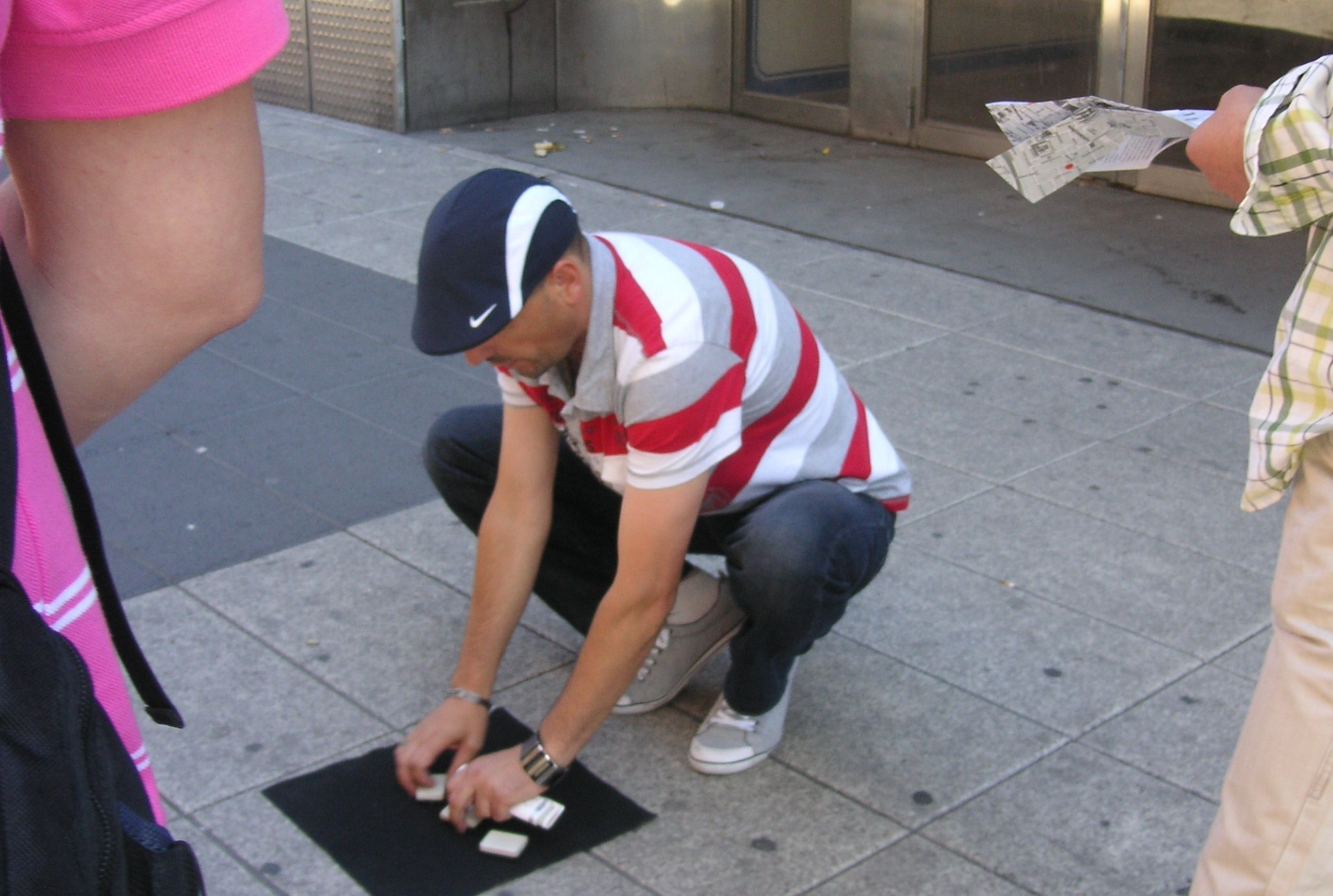
Bägarspelet är en klassisk form av lurendrejeri.

Lurendrejeri betyder i modern svenska en planerad handling som är tänkt att vinna någons förtroende för att sedan bedra denne, ofta i syfte att tillskansa sig pengar. Denna typ av brott sorteras i Sverige in under bedrägeri, dobbleri eller förskingring. Ordet betydde ursprungligen smuggling.
En vanlig typ av lurendrejeri är att fresta med pengar som ett offer kommer få tillgång till, genom en moraliskt tvivelaktig affär, som kräver en summa pengar. Sedan ”råkar” affären gå snett, vilket betyder att det inte blir någon vinst. Eftersom offren tror att misslyckandet berott på otur och eftersom affären är olaglig eller omoralisk, brukar offret sällan anmäla brottet. Ett vanligt uttryck inom bedragarkretsar är därför ”Man kan inte lura en ärlig människa.” I själva verket bygger många bedrägerier på att offret ska se en falsk möjlighet att överlista bedragaren.
Vanligtvis arbetar bedragare tillsammans i grupper, så att en person uppmuntrar offret att svälja betet, medan en annan genomför själva ”blåsningen” och en tredje spelar den falska kassakon som ska luras.
Gränsen mellan laglig försäljning och sådana här bedrägerier är flytande. 
Till lurendrejeri hör även så kallade bondfångare (av tyska Bauernfänger),  personer som utnyttjar någons dumhet eller godtrogenhet. Bondfångare kallades även den av näver flätade strut som syftade till att få vederbörande att sticka in fingret i struten för att i samma stund fastna, eller fångas, för att efter en stund betänketid förstå att ”vrida” fingret en smula för att få ”flätningen” att släppa tillräckligt för att få ut finger ut det samma ur ”struten”). 
I USA var den här typen av lurendrejerier, racketeering, confidence tricks, vanliga omkring 1930-talet, och det utvecklades snart till ett hantverk som krävde både psykologiskt kunnande och ansträngning. Filmen Blåsningen uppvisar en serie varierade trick med olika grad av sofistikation, som leder till en slutgiltig stor blåsning.
Falska identiteter på dejtingsidor, ofta internationella kontakter, är mycket vanliga. Varningstecken är att ”personen” inte vill ringa och prata in vivo. Ofta används bilder som tagits av en av en fotograf på ”personen”, ofta en vacker modell, i olika situationer. Dessa portioneras sedan ut med jämna mellanrum för att ge sken av att det är en autentisk person som man kommunicerar med. Ett annat varningstecken är eländeshistorier av typen att ”personen” är förföljd av ett ex, att föräldrarna tragiskt omkommit etc. Efter en tid kommer vädjanden om pengar till biljetter, pengar för att ta sig hem från ett annat land etc. Uppläggen är ofta förvånansvärt övertygande.

## Några välkända blåsningar
- Hasardspel och vadslagning, där offret luras att delta med dåliga odds. Ett exempel är hustling, där offret förleds att ha chans att vinna i en tävling, men där bedragaren egentligen är överlägsen.
  - Hitta damen, gatutrick som går ut på att man ska välja rätt spelkort av tre som ligger med ryggen upp. En medhjälpare visar hur lätt det är att vinna, men bedragaren använder sin fingerfärdighet så att det är helt omöjligt för en nybörjare att vinna, om inte bedragaren låter offret vinna för att han eller hon ska satsa mer pengar. (På engelska heter det här tricket three card monte.)
  - Bollar och bägare
  - "Förhandstipset", det trick som visas i filmen Blåsningen, där offret luras att investera pengarna, i tron att bedragarna har förhandsinformation om till exempel ett travlopps slutresultat.
- "Pengar till låns", bedrägeri där offret ombeds att hjälpa till att få tillbaka stulna eller låsta pengar genom att låna ut pengar till bedragaren, här brukar man nu för tiden tala om så kallade Nigeriabrev. På engelska kallar man detta Spanish Prisoner eller Advance fee fraud. En annan variant där man ombeds låna ut pengar mot en pant, så att den stackars luredrejaren kan ta sig hem. Personen har kanske fel på bilens växellåda och behöver pengar för att åtgärda detta och lämnar gladeligen en pant till dig som kompensation tills du får pengarna "tillbaka". Panten kan vara ett falskt guldsmycke eller liknande.
- Religiösa sekter. Vissa sekter har beskrivits av kritiker som blåsningar, med målet att lura av medlemmarna deras pengar.
- Pseudovetenskap används av vissa bedragare för att tjäna pengar.
- "Bytet" (som visas i början av Blåsningen) handlar om att få offret att vakta en främlings (bedragarens medhjälpares) pengar. När bedragaren visar hur pengarna ska hållas säkrare byter han ut offrets pengar mot tidningspapper eller dylikt. Offret lockas sedan att fly med pengarna, eller i själva verket från pengarna.
- "Den upphittade plånboken": Bedragaren planterar en plånbok full av sedlar, och hittar den sedan samtidigt som offret. Bedragaren begär pengar i pant för att offret ska kunna lämna in plånboken och få hittelön (eller behålla pengarna själv). Offret finner att sedlarna i plånboken är antingen falska, eller utplockade av bedragaren.
- Illusionisters trolleritrick är egentligen inte blåsningar, eftersom publiken (som regel) är medveten om att den blir lurad, men det finns ändå många gemensamma drag.
- Sol-och-vårare som genom löften om kärlek tömmer offrets bankkonto.
- Försäljning av något som försäljaren inte äger, mot handpenning.

## Kända bedragare och svindlare
- Frank Abagnale, uppträdde som bland annat pilot, läkare och professor. Hans bedrägerier skildras i filmen Catch Me If You Can
- P.T. Barnum, en amerikansk cirkusdirektör och showman som med skicklig marknadsföring utförde blåsningar i underhållningssyfte, där han bland annat presenterade en svart förslavad kvinna som enligt hans utsago ska ha varit över 160 år gammal och amma/barnsköterska åt George Washington. Han ska även ha salufört ”den största bluffen genom tiderna” genom att låta publiken gå in från två olika entréer med en ridå mitt i cirkustältet varpå åskådarna såg varandra på andra sidan.
- Bernie Cornfeld som genomförde det största bedrägeriet i historien, värt ca 2,5 miljarder dollar, genom ett pyramidspel
- Victor Lustig, som bland annat sålde Eiffeltornet
- Joseph Weil, alias "the Yellow Kid", en av förebilderna till personerna i Blåsningen
- Mazher Mahmood, journalist som uppträder som arabisk schejk och bland annat har lurat Sven-Göran Eriksson
- György Zemplenyi som porträtteras i Åsa Blancks och Johan Palmegrens dokumentär Bedragaren
- Bernard Madoff genomförde vad som ibland beskrivs som världens största ponzibedrägeri, uppkallat efter bedragaren Charles Ponzi
- Johnny Bode som bland annat satte i system att smita från överdådiga hotell- och restaurangnotor genom bakdörren och låta andra betala för honom, pantsätta kollegors ägodelar exempelvis smycken och matsilver utan deras kännedom, för att kunna finansiera bland annat sin slösaktiga livsstil, ett oräkneligt antal fall av stölder, hälerier och förskingring genom falska checkar etc. Ett annat av hans mindre kända bedrägerier var att han ofta hade med en ihopfällbar rullstol som han satte sig i om det kunde ge honom olika fördelar, exempelvis under Världsmästerskapet i fotboll 1958 där han såg Sveriges hemmamatcher på Råsunda fotbollsstadion gratis.

## Blåsningsfilmer
- Jag stal en miljon (1951)
- Hur man stjäl en miljon (1966)
- Blåsningen (1973)
- Rivierans guldgossar (1988)
- Heist - sista stöten (2001)
- Ocean's Eleven (2001)
- Catch Me If You Can (2002)
- Matchstick Men (2003)
- Confidence (2003)
- Dessutom innehåller många avsnitt av The A-Team blåsningar